# Campylanthus salsoloides
Campylanthus salsoloides är en grobladsväxtart som först beskrevs av Carl von Linné d.y., och fick sitt nu gällande namn av Albrecht Wilhelm Roth. Campylanthus salsoloides ingår i släktet Campylanthus och familjen grobladsväxter. Utöver nominatformen finns också underarten C. s. leucantha.